# 滋賀県立石山高等学校
滋賀県立石山高等学校（しがけんりつ いしやまこうとうがっこう）は、滋賀県大津市国分に所在する公立の高等学校。

## 概要
滋賀県内では「石高（いしこう）」と略されることが多い。音楽科を設置する県内で唯一の高等学校である。
「高きを仰げ！」を基本精神としている。

## 設置学科
- 普通科
- 音楽科 - 国語や英語など普通科と同様の科目に追加し、ソルフェージュや音楽理論などの専門科目の授業が設けられ、2年生から芸術大学や音楽大学を目指すコースと音楽教師を目指して教育大学を目指すコースに分かれる[1]。

## 沿革
高校全入運動の下で滋賀県内でも高等学校の新設を望む声が高まり、1962年（昭和37年）2月に守山・能登川・米原の3高校の設置が決定し、大津市では既設の学校の学級増か分校設置で対応する方針を発表したが、その後同年12月7日に大津市内にも高等学校が新設されることが決定した。当時は建設予定地として、滋賀県は石山地区、大津市は米軍Aキャンプ跡（現在の皇子が丘公園）の位置に建設するよう主張したが、1963年（昭和38年）1月23日に新設校の名称が「石山高等学校」に決定し、石山国分町・膳所焼野町・南郷町の3ヶ所があがる。その後、1月25日に「滋賀県立石山高等学校（仮称）開設事務所」が設立され、2月26日に石山国分町の畑ヶ山台地に建設されることが決定する。1963年（昭和38年）4月に滋賀大学学芸学部の旧校舎を仮校舎として開校し、同年7月6日に新校舎の起工式が行われた。1964年（昭和39年）度から石山国分町の校舎に移転した。移転後も校舎の建設工事が行われ、部活動は周辺の学校などを借用するなど校内では十分に活動できない状態だった。1966年（昭和41年）に体育館と3教室の増築が完了。1967年（昭和42年）9月5日に校内道路の舗装が完了し、9月9日にプールが竣工した。1972年（昭和47年）には従来視聴覚室に設置されていた図書室が、図書館棟の完成に伴い移動した。
1965年（昭和40年）に県内の高等学校に音楽科を設置する要望書が県教委に、1966年（昭和41年）に県立の高等学校に音楽科を新設する請願書が県議会に採択された。そして、1967年（昭和42年）12月26日に音楽科が石山高校に設置されることが決定され、1968年（昭和43年）度から音楽科が新設された。音楽科の施設の整備が進められ、1969年（昭和44年）4月8日に小ホールやレッスン室を備えた音楽科の棟が完成した。1993年（平成5年）に音楽ホールの「湖声ホール」が完成し、1月13日に完成式が行われた。
施設の老朽化に伴い、2013年（平成25年）から耐震事業が進められ、生徒棟の改築やその他施設の耐震工事などが実施され、2016年（平成28年）2月に竣工した。

## 基礎データ

### 所在地
- 滋賀県大津市国分一丁目15番1号

同地は高等学校が建設されるまでは田があった。

### アクセス
- 西日本旅客鉄道（JR西日本）琵琶湖線 石山駅から徒歩20分[15]
- 京阪電気鉄道（京阪電鉄）石山坂本線 石山寺駅から徒歩10分[15]

多くの生徒は石山駅か石山寺駅から徒歩で通学する。

### 象徴

#### 校歌
1964年（昭和39年）度に国語科と音楽科の教員によって校歌が作詞・作曲されている。

## 活動

### 進路状況
1987年（昭和62年）以降は就職する学生が10名以下になるなど高卒後に就職する生徒は少ない。一方で、大学や短大への進学者は8割を超える状況である。2004年度の石山高校の4年制大学進学率は、県内平均を 14.2 ポイント上回る 58.4 %（過年度生は含まない）となっており、これは滋賀県で3番目の高さである。総計で1000人以上が私立四年生大学に合格する年もみられる。

### 学園祭
生徒の自主運営である学園祭として「石舞祭（こくぶさい）」がある。この名称になったのは1987年（昭和62年度）からである。体育祭と文化祭が併せて行われ、縦割りで作られたチーム対抗形式で行う。文化祭では1年：展示、2年：演劇、3年：模擬店と学年ごとで活動内容が異なる。

### 音楽科の演奏会
演奏会は、音楽科定期演奏会や卒業生演奏会が実施される。前者は2004年（平成16年）度から栗東芸術文化会館さきらで、後者は1993年（平成5年）度から敷地内の「湖声ホール」で実施される。また、教育活動の一環として2006年（平成18年）度からコンサートとして「国分からの贈り物」が毎年実施される。

### 国際交流
国際交流を深めるという目的から、交換留学生が石舞祭期間中に訪れる。

## 主な施設
- 本棟 - 中庭は1988年（昭和63年）度から赤レンガで校章をかたどったデザインである[25]。
- 音楽科棟 - 2020年（令和2年）現在、普通科と音楽科はホームルームが違う棟が実施されている[26]。
- 湖声ホール -  鉄筋コンクリート3階建てで延床面積1,430平方メートル[11]。80人演奏できるステージと180席の客席が設置され、ホールはクラシック演奏に適した音響効果が得られるよう整備されている[11]。ホールのほかにはソルフェージュ室が2室、レッスン室が14室が設置されている[11]。
- 石高会館 - 1989年（平成元年）に同窓会館として設置され、部活動の合宿にも用いられる[27]。
- 石舞会館 - 1999年（平成11年）に設置され、トレーニング室や文化部の倉庫・練習室として活用されている[28]。

## 部活動
以前はそれぞれ「班」と呼ばれていたが、2003年（平成15年）度からは「部」に変更されている。

### 運動部
- 硬式野球部 - 1994年（平成6年）第66回選抜高等学校野球大会出場。2011年（平成23年）11月15日、第84回選抜高等学校野球大会の21世紀枠の候補校に推薦された[30]。
- サッカー部
- フェンシング部 - 県内の草分け的存在で、インターハイの常連
- ラグビー部
- ソフトテニス部
- 陸上競技部
- バスケットボール部 - 1981年（昭和56年）のインターハイで全国3位（男子）
- ソフトボール部
- バドミントン部
- バレーボール部
- 水泳部
- 卓球部
- 剣道部
- 体操部
- 山岳・スポーツクライミング部

### 文化部
- 吹奏楽部
- 写真部
- 新聞部
- 軽音楽部
- コーラス部
- 放送部
- 書道部
- 美術部
- 文芸部
- 演劇部
- 科学部
- 英語研究部
- 茶華道部
- 映画研究部
- 社会問題研究部

## 著名な出身者
- 谷口高史 - 俳優、声優
- 烏丸せつこ - 女優
- 田中眞一 - 脚本家、映像監督
- ゆきのさつき - 声優
- 北村想 - 劇作家、演出家
- 中邨雄二 - 朝日放送テレビアナウンサー
- 中島静佳 - フリーアナウンサー
- 豊田昌継 - 産経新聞編集委員
- 今森光彦 - 写真家、成安造形大学客員教授
- solaya - 作曲家、編曲家
- yokko - シンガーソングライター
- 宮本妥子 - パーカッション、マリンバ奏者
- 中島桃果子 - 小説家
- 田村隆平 - 漫画家
- 三遊亭わん丈 - 落語家
- 中本哲也 - お笑いタレント（テツ&トモ）
- 西田育弘 - タレント、DJ
- 木村毬乃 - フェンシング選手